# Łaszewo (województwo mazowieckie)
Łaszewo – wieś w Polsce położona w województwie mazowieckim, w powiecie żuromińskim, w gminie Siemiątkowo. Ma status sołectwa.
| SIMC    | Nazwa          | Rodzaj     |
| ------- | -------------- | ---------- |
| 0125397 | Łaszewo-Pieńki | przysiółek |

W latach 1975–1998 miejscowość administracyjnie należała do województwa ciechanowskiego.